# Chicken Ranch (Texas)
Le Chicken Ranch, littéralement en français : le ranch du poulet, est une maison close clandestine, mais tolérée, ouverte de 1844 à 1973 et située à environ 4 km à l'est du centre-ville de La Grange, dans le comté de Fayette, au Texas, aux États-Unis. L'établissement est fondé par Mlle Jessie Williams et est évoqué dans la chanson La Grange, du groupe américain ZZ Top mais aussi la comédie musicale à Broadway, en 1978, The Best Little Whorehouse in Texas (en), en français : Le meilleur petit bordel du Texas et à son adaptation cinématographique, La Cage aux poules, de 1982.

## Histoire
Le bordel, qui deviendra le Chicken Ranch, ouvre ses portes à La Grange en 1844. Dirigé par une veuve connue sous le nom de Mme Swine, le bordel est exploité dans un hôtel, près du saloon, et met en vedette trois jeunes femmes de La Nouvelle-Orléans, en Louisiane. Les dames utilisent le hall de l'hôtel pour l'accueil et louent une chambre à l'étage pour faire leurs affaires. Le lupanar connaît le succès pendant plus d'une décennie, mais doit fermer ses portes pendant la guerre de Sécession, lorsque Mme Swine et une de ses prostituées doivent quitter la ville, à l'approche des Yankees et des unionistes. Après la guerre, la prostitution est endémique dans les saloons locaux, mais aucun registre officiel n'a été conservé.

## Miss Jessie Williams
En 1905, Jessie Williams, connue sous le nom de Miss Jessie, achète une petite maison, le long de la rive du fleuve Colorado et ouvre un bordel.  Jessie Williams entretient de bonnes relations avec les forces de l'ordre locales et s'assure que son établissement soit respectable en excluant les ivrognes et en y admettant les politiciens et les hommes de loi. Après avoir appris l'imminence d'une croisade contre le quartier chaud, Jessie Williams vend sa maison et achète 10 acres (40 000 m2) à l'extérieur des limites de La Grange, à deux pâtés de maisons de l'autoroute Houston-Austin. Ce sera l'emplacement final du Chicken Ranch.
En 1917, le Chicken Ranch commence à faire de la publicité. Sous la direction de deux sœurs, qui travaillent à la maison, les prostituées envoient des colis et des lettres aux hommes de la région qui combattent pendant la Première Guerre mondiale. La publicité et l'augmentation du nombre de propriétaires d'automobiles ont augmenté le flux de circulation vers le bordel. De nouvelles pièces sont ajoutées pour répondre à la demande. Le bordel « ressemblait à une ferme typique du Texas, avec un parement blanchi à la chaux et quelques bâtiments latéraux », qui contenait les poulets. L'entrée était située à l'arrière de la maison et menait à une maison de quatorze pièces. Aucune lumière ou enseigne n'indiquait que l'édifice abritait un bordel.
Chaque soir, le shérif local, Will Loessin, se rendait au Chicken Ranch pour apprendre les dernières rumeurs et savoir si les clients s'étaient vantés de leurs crimes. De nombreux crimes locaux ont été résolus grâce aux informations obtenues lors de ces visites. À l'intérieur de la maison, Williams s'assure qu'aucun autre crime ne soit commis. Elle fait souvent les cent pas dans les couloirs, et si elle entendait quoi que ce soit qui suggérait que l'un des clients dérangeait une prostituée, Williams l'éjectait avec une barre de fer.
Pendant la Grande Dépression, Jessie Williams est forcée de baisser les prix pratiqués. À mesure que la dépression se prolonge, le nombre de clients diminue et Mme Williams a des difficultés à joindre les deux bouts, pour ses employés. Elle applique la « norme sur la volaille », en facturant un poulet pour chaque acte sexuel. Le nombre de poulets au bordel explose, et bientôt l'endroit est devient connu sous le nom de Chicken Ranch. Jessie Williams complète ses revenus en vendant des poulets et œufs excédentaires.
En 1946, un nouveau shérif, Jim T. Flournoy, prend ses fonctions. Il fait immédiatement installer une ligne téléphonique directe au Chicken Ranch afin de pouvoir continuer la tradition de son prédécesseur et obtenir des informations du bordel, sans se donner la peine de se rendre au bordel chaque soir.

## Edna Milton
Jessie Williams commence à souffrir d'arthrite aiguë, dans les années 1950 et, en 1952, elle confie l'exploitation du ranch à une jeune prostituée nommée Edna Milton. Après la mort de Jessie Williams, en 1961, Edna Milton achète la propriété, qu'elle rebaptise officiellement Edna's Fashionable Ranch Boarding House. Elle maintient plusieurs des règles de Jessie Williams pour les filles. Il leur est interdit de boire ou de se faire tatouer, et elles n'ont pas le droit de fréquenter les bars ou les cafés de la ville. Dès le début de leur emploi, le shérif relève les empreintes digitales des prostituées et il les photographie. Elles font également l'objet d'une vérification de leurs antécédents judiciaires. Après avoir commencé à travailler, on leur demande de consulter le médecin en ville, chaque semaine pour un bilan de santé. Pour encourager le soutien des habitants de la ville, les fournitures sont achetées, à tour de rôle, dans les magasins locaux. Edna Milton contribue également à des causes civiques locales, devenant l'une des plus grands philanthropes de La Grange.
Le Chicken Ranch connait un grand succès. Dans les années 1950, le ranch emploie seize prostituées. Les fins de semaine, il y a souvent une file d'hommes, surtout des étudiants ou des soldats, des bases militaires voisines, à la porte. Une base fournit même un hélicoptère pour que les soldats l'utilisent pour se rendre au ranch. Les étudiants de l'université A&M du Texas ont également pour tradition non officielle d'envoyer des étudiants de première année au Chicken Ranch, pour leur initiation,.
Chaque prostituée aurait eu entre cinq et vingt clients par jour. Dans les années 1950, elles facturaient 15 $ pour 15 minutes, soit 140 $ d'aujourd'hui. Les employées étaient tenues de reverser 75 % de leurs gains à Edna Milton, qui payait tous leurs frais de subsistance et leurs frais médicaux. À son apogée, dans les années 1960, le ranch gagnait plus de 500 000 $ par an, soit 3,98 millions de dollars d'aujourd'hui et les prostituées gardaient une prime supplémentaire de 300 $ par semaine pour elles (2 400 $ d'aujourd'hui).
Edna Milton Chadwell est décédée à Phoenix (Arizona), à l'âge de 82 ans, le 25 février 2012.

## Fermeture
En novembre 1972, le ministère de la Sécurité publique du Texas (en) (DPS) surveille le Chicken Ranch, pendant deux jours, documentant l'entrée de 484 personnes dans le bordel rural. À la demande d'un membre de l'équipe de renseignement de la DPS, les forces de l'ordre locales ferment le ranch pendant une courte période.  Il rouvre ses portes et, en juillet 1973, Marvin Zindler (en), journaliste à la télévision de Houston, entreprend une enquête sur le Chicken Ranch. Il prétend, pendant de nombreuses années, qu'il a commencé son enquête à cause d'un tuyau anonyme. Le gouverneur Dolph Briscoe met fin à l'établissement, mais le rouvre au bout de quelques mois. Puis Zindler intervient à nouveau pour faire la lumière sur le Chicken Ranch, ce qui conduit à sa fermeture définitive.
En 2005, lors d'une interview sur KTRK News à Houston, Zindler déclare : « Il y a 25 ans, j'ai raconté un petit mensonge en disant que j'étais entré en scène, grâce à un tuyau anonyme. Il s'agissait en fait d'un appel téléphonique du bureau du procureur général du Texas, John Hill (en). Celui-ci a demandé au chef de sa division du crime organisé, Tim James, de m'impliquer dans la fermeture du Chicken Ranch ». Tim James était au bureau lorsque le procureur général John Hill a demandé au procureur du comté de Fayette, Oliver Kitzman, de fermer le Chicken Ranch. John Hill a expliqué l'intérêt que le DPS et le procureur général avaient à voir à ce qu'il soit mis fin à tout crime organisé. La réponse de Kitzman est : « Il n'y a rien que les gens de ce comté veuillent faire, monsieur Hill. Il n'y a rien qu'on puisse faire. Cela ne préoccupe pas beaucoup les gens qui m'ont élu ». Hill dit ensuite à Zindler qu'il paraphrasait un peu, mais essentiellement ce que Kitzman a dit à Hill était « et si vous ou vos hommes descendez ici, c'est moi qui enquêterai sur vous ! ». C'est alors que le procureur général Hill a suggéré que Zindler soit appelé.
Tim James appelle Marvin Zindler dans l'espoir que la personnalité de la télévision pourrait exercer le bon type de pression afin de faire fermer le ranch. 
Zindler interviewe Oliver Kitzman, qui admet connaître l'existence du Chicken Ranch, mais affirme qu'il n'a jamais essayé de fermer le bordel parce que « personne ne nous a jamais dit que cet endroit posait un problème à la police ».
Le shérif Jim T. Flournoy, qui surveille la région de La Grange, depuis 27 ans, nie que le Chicken Ranch soit impliqué dans le crime organisé et nie aussi qu'il avait été soudoyé pour garder l'endroit ouvert. Zindler contacte le gouverneur Dolph Briscoe à ce sujet. Après une très brève enquête, qui n'a trouvé aucune preuve d'un lien avec le crime organisé, Briscoe et Hill ordonnent la fermeture permanente du Chicken Ranch.
La fermeture est très mal vécue. Le 1er août 1973, le shérif Jim T. Flournoy appelle Edna Milton et lui indique qu'elle n'est plus autorisée à exercer. Une enseigne, faite à la main, est apposée sur le bâtiment et rend Marvin Zindler responsable de la fermeture. Jim T. Flournoy se rend plus tard à Austin pour rencontrer le gouverneur, muni d'une pétition contre la fermeture et portant 3 000 signatures. Dolph Briscoe refuse de le rencontrer.

## Héritage
Pendant deux ans, après la fermeture du Chicken Ranch, les clients potentiels continuent d'affluer. La maison est rachetée par deux avocats de Houston. En 1977, une partie de la maison et le mobilier d'origine sont transférés à Dallas, où est ouvert un restaurant, avec Edna Milton comme hôtesse.
En 1979, Edna Milton ouvre un bar sur Lemmon Avenue à Dallas, également appelé Chicken Ranch. Les affaires ne sont pas bonnes et le bar ferme en 1980.
Le Chicken Ranch a inspiré la comédie musicale The Best Little Whorehouse in Texas (en) jouée à Broadway en 1978 et son adaptation cinématographique, La Cage aux poules, de 1982. Il a également inspiré la célèbre chanson du groupe ZZ Top, La Grange.

### Source de la traduction
- (en) Cet article est partiellement ou en totalité issu de l’article de Wikipédia en anglais intitulé « Chicken Ranch (Texas) » (voir la liste des auteurs).